# Артюхов, Николай Иванович
Николай Иванович Артюхов (1923—1984) — советский государственный и партийный деятель, участник Великой Отечественной войны, Герой Социалистического Труда (1971).

## Биография
Николай Артюхов родился 19 ноября 1923 года в деревне Манихи (ныне — Демидовский район Смоленской области) в бедной крестьянской семье. Окончил школу-семилетку, в 1941 году — Демидовский сельскохозяйственный техникум. В сентябре 1941 года Артюхов был призван на службу в Рабоче-крестьянскую Красную Армию Демидовским районным военным комиссариатом. Принимал участие в Великой Отечественной войне, участвовал в боях на Калининском, Северо-Кавказском, Юго-Западном и 2-м Украинском фронтах. Два раза был ранен, получил контузию. Конец войны встретил в звании лейтенанта. 5 января 1945 года Артюхов был награждён орденом Красной Звезды.

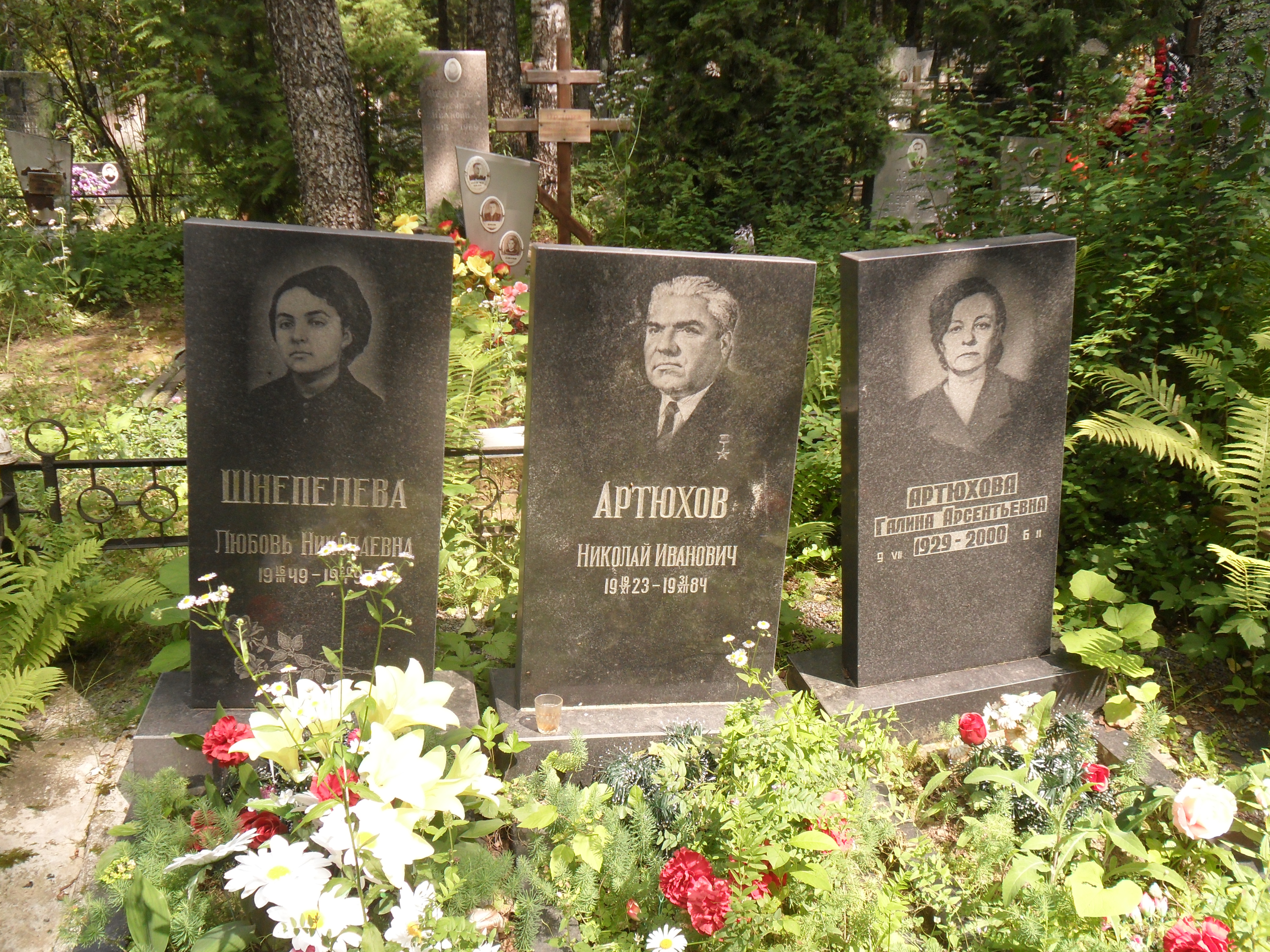
Могила Артюхова на Новом кладбище Смоленска.

С 1945 года в течение девяти лет служил в органах МВД СССР. В 1947 году Артюхов вступил в ВКП(б). В 1954 году он был уволен из внутренних органов, после чего вернулся на родину. В 1954—1958 годах он был секретарём Батуринского районного комитета КПСС. В апреле 1958 года он в числе «тридцатитысячников» был направлен на работу в деревню, возглавлял колхоз «Путь к коммунизму», затем совхоз «Малышкинский».
В 1960—1962 годах Артюхов был первым секретарём Холм-Жирковского, затем Сафоновского райкома КПСС. С декабря 1962 года он был первым секретарём Гжатского (ныне — Гагаринского) райкома КПСС, с 1965 года — Гжатского горкома КПСС. Николай Артюхов внёс большой вклад в развитие сельского хозяйства и промышленности района, внедрения и распространения передового опыта лучших тружеников деревни и города. Районная и городская парторганизации проводили большую организаторскую и идеологическую работу с целью мобилизации трудящихся, комсомольцев и коммунистов на подъём сельского хозяйства, культуры, здравоохранения, промышленности и народного образования.
Указом Президиума Верховного Совета СССР от 8 апреля 1971 года за «выдающиеся успехи в развитии сельского хозяйства» Николай Артюхов был удостоен высокого звания Героя Социалистического Труда с вручением ордена Ленина и золотой медали «Серп и Молот».
В 1975—1981 годах Артюхов был председателем парткомиссии при Смоленском обкоме КПСС. По состоянию здоровья вышел на пенсию, после чего продолжал работать директором областной производственной рыбоводно-мелиоративной станции. Последние годы жизни проживал в Смоленске. Умер 31 декабря 1984 года, похоронен на Новом кладбище Смоленска.
Был награждён двумя орденами Ленина (1966, 1971), орден Красной Звезды (5.1.1945), а также рядом медалей.